# Rdza kory sosny

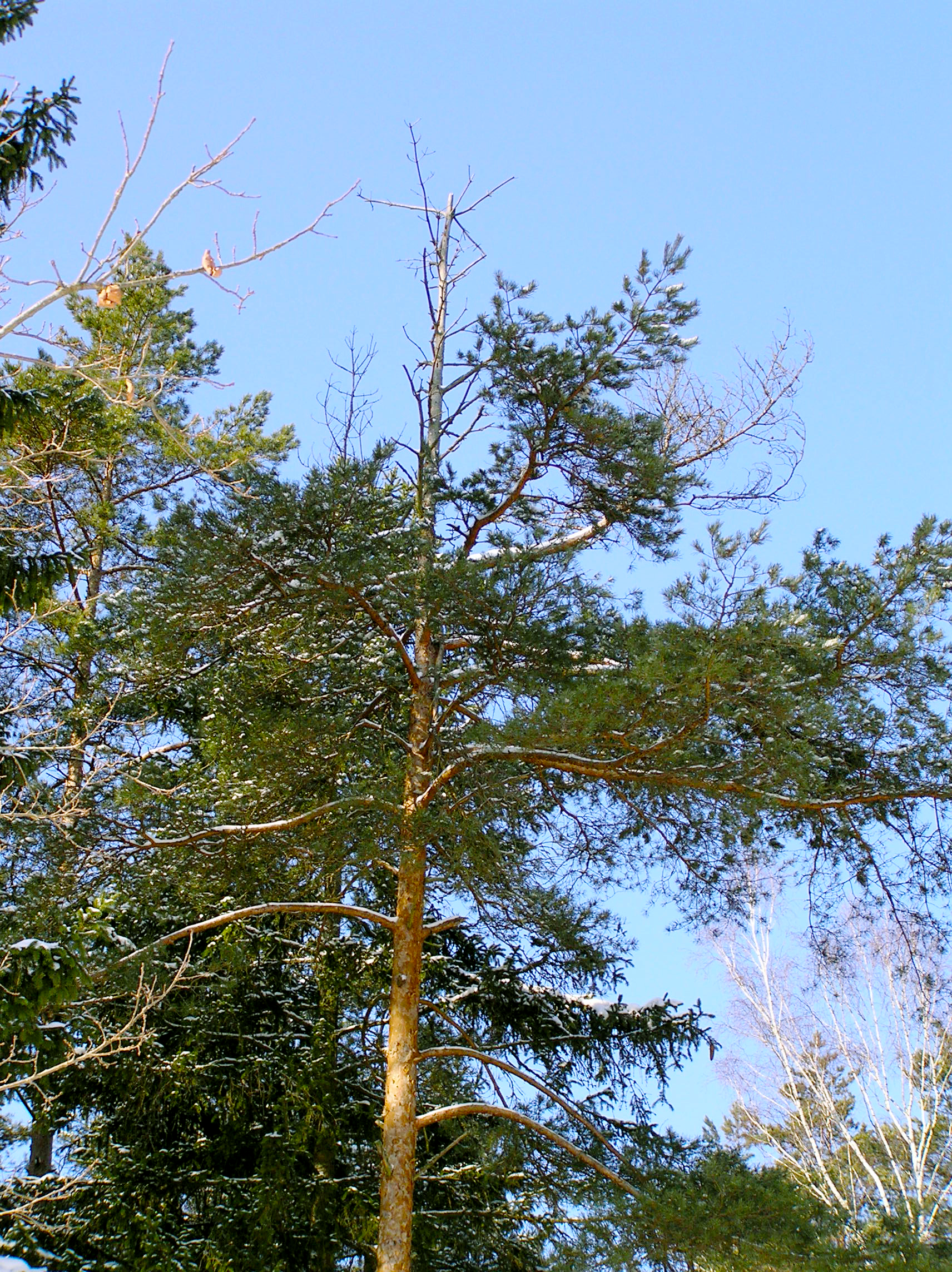
Częste zjawisko: "suchoczub" – choroba wywołana przez grzyb Cronartium pini

Rdza kory sosny (znana także pod nazwami: obwar, obar, osmół, rdza pęcherzykowata, suchoczób) – grzybowa choroba roślin z grupy rdzy wywołana przez Cronartium pini (dawniej opisywany jako Cronartium flaccidum). Występuje głównie  na sośnie zwyczajnej, ale także innych sosnach dwuigielnych: sośnie czarnej, nadmorskiej, alepskiej, kosodrzewinie. Drugim domownikiem mogą być przedstawiciele dziesięciu rodzin okrytonasiennych. Atakuje gałęzie i strzałę. Występuje na całym niżu europejskim, ponadto w Wielkiej Brytanii i Skandynawii.
Chorobie ulegają głównie drzewa w różnych klasach wieku: od 20 do 40 – 50 lat, często jednak także młodsze. Na młodych częściach pni, a przede wszystkim w okolicy okółków i na gałęziach, pojawiają się lokalne nabrzmienia, na których z kolei w okresie od maja do lipca ukazują się skupienia zarodników ognikowych (ecja) w postaci pęcherzyków, początkowo o zabarwieniu żółtopomarańczowym, później znacznie bledszym, o wielkości do 15 mm. Z upływem czasu ściany pęcherzyków pękają i wysypuje się z nich żółty proszek (ecjospory), same zaś ściany pozostają przez pewien czas na korze w postaci białych strzępów. Po rozsianiu się ecjospor porażone pędy wydają się szorstkie – pokryte są drobnymi rankami, przez które wycieka na zewnątrz żywica. Po pierwszym wystąpieniu ecjów pojawiają się one ponownie w tym samym miejscu co roku lub co kilka lat. W miarę rozwoju choroby, po kilku latach w takich miejscach dochodzi do powstania rakowatych ran. Powierzchnia ran czernieje, jest jakby osmolona z powodu utleniania się żywicy. Przekrój pnia staje się coraz bardziej ekscentryczny, a część korony powyżej miejsca porażenia zamiera. W efekcie poszerzania się raka, część korony znajdująca się powyżej miejsca porażenia zwykle zamiera, co przejawia się jej zbrązowieniem, a następnie ogołoceniem z igieł. Taka wierzchołkowa, obumarła część korony, wystająca z zielonej masy igliwia, bywa nazywana "suchoczubem". W zależności od położenia porażonej części strzały obumiera większa lub mniejsza część korony, niekiedy – cała korona. Młode drzewa mogą zamierać po kilku latach, na starszych choroba może trwać przez wiele lat. Zdarza się, że drzewostany mogą być silnie porażone, gdzie zamarciu ulegają znaczne części koron lub całe drzewa.
W drugiej połowie lata na liściach drugich gospodarzy np.: ciemiernika wielkokwiatowego, piwonii (i wielu innych) można oglądać jaśniejsze lub ciemniejsze brunatne plamki (skupienia urediniospor lub teliospor). Forma występująca na drugich gospodarzach znana jest pod nazwą: Cronartium flaccidum Alb. et Schw. Wint.
Choroba ma duże znaczenie gospodarcze, szczególnie przy zaniedbaniach pielęgnacyjnych i sanitarnych drzewostanu. Zdarza się bowiem, że więcej niż 50% drzew w starszych drzewostanach wykazuje rozległe porażenie rdzą, kończące się zamieraniem części lub nawet całej korony; w tych też warunkach zwiększa się predyspozycja gospodarza na inne choroby, np. na opieńkę. Obwar sosny oraz choroby kłód i strzał łącznie stwierdzone zostały w 2008 roku w lasach polskich łącznie na obszarze 55,2 tys. ha.
Drewno z chorej części pnia jest przesycone żywicą i z tego powodu bywa cenione jako podpałka, znane jest pod nazwą: smolina, smolniak, szczypka lub drzazga.